# Groupement de Recherche et d’Etudes en Gestion à HEC Paris
Groupement de Recherche et d’Etudes en Gestion à HEC Paris (GREGHEC) je společná výzkumná laboratoř CNRS - HEC Paris. Nachází se v areálu HEC v Jouy-en-Josas.
GREGHEC je jednou z největších společných výzkumných laboratoří v oblasti ekonomiky a managementu ve Francii.

## Podrobnosti
Centrum je součástí Francouzského národního centra pro vědecký výzkum a HEC Paris. Nachází se v Jouy-en-Josas. Kolem 60 studentů je zapsáno do tříd během doktorandského stupně školního roku. Centrum sdružuje 120 fakult. Laboratoř GREGHEC zakládá svůj výzkum na managementu a také provádí několik interdisciplinárních studií. Výzkum je zaměřen zejména na ekonomické a manažerské vědy.
Centrum má několik programů pro vysokoškolské a postgraduální studenty, stejně jako pro fakulty na podporu konceptu ekonomiky. Několik iniciativ, které centrum zahájilo, zvýšilo povědomí o ekonomice a managementu jak v komunitě Jouy-en-Josas, tak v celé zemi.